# Tlatelolco
Tlatelolco (język nahuatl tlatelli lub xaltiloll, piaszczyste wzgórze) – bliźniacze miasto Tenochtitlánu, służące w okresie prekolumbijskim jako najważniejsze centrum handlowe Mezoameryki. W roku 1521 miała miejsce tutaj ostatnia i decydująca bitwa pomiędzy Aztekami pod wodzą Cuauhtémoca a Hiszpanami. Ocenia się, że zginęło wówczas około 40 tysięcy Indian. Miasto zostało splądrowane i zniszczone przez konkwistadorów Cortésa, którzy zbudowali w tym miejscu kościół Santiago (św. Jakuba).

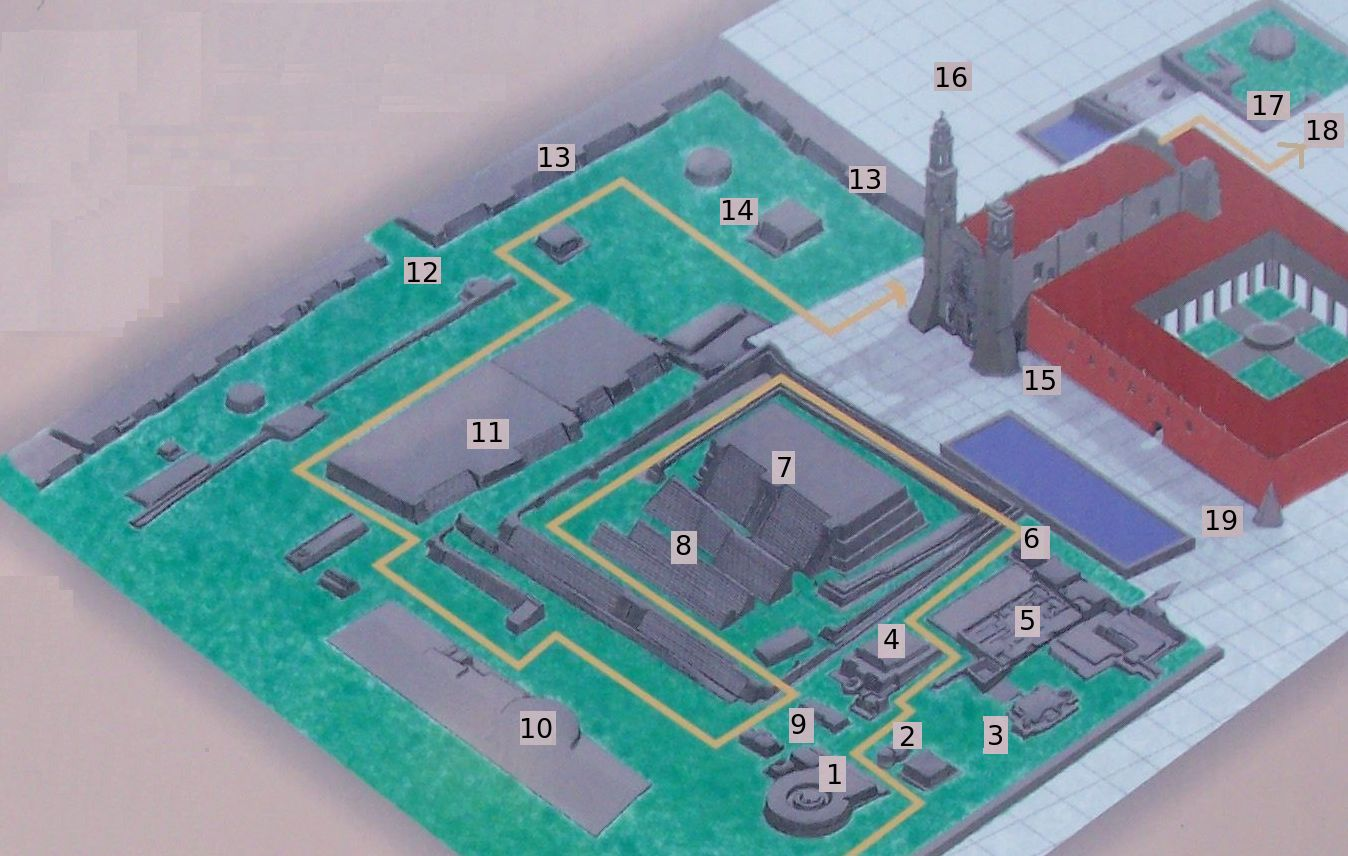
Budowle w Tlatelolco: 1) świątynia Ehécatla-Quetzalcóatla, 2) okrągłe ołtarze, 3) ołtarz Tzompantli na dziedzińcu południowym, 4) świątynia kalendarzowa, 5) pałac, 6) świątynia obrazów, 7) główna świątynia – etap II, 8) etapy budowy głównej świątyni, 9) „kochankowie z Tlatelolco”, 10) platforma zachodnia, 11) wielka podstawa, 12) schody Tepeyac, 13) północna granica stanowiska, 14) ołtarz Tzompantli na dziedzińcu północnym, 15) kościół i klasztor Santiago, 16) plac Trzech Kultur, 17) mała strefa, 18) do Tecpan, 19) zbiornik z wodą, malowidło ścienne z 1536

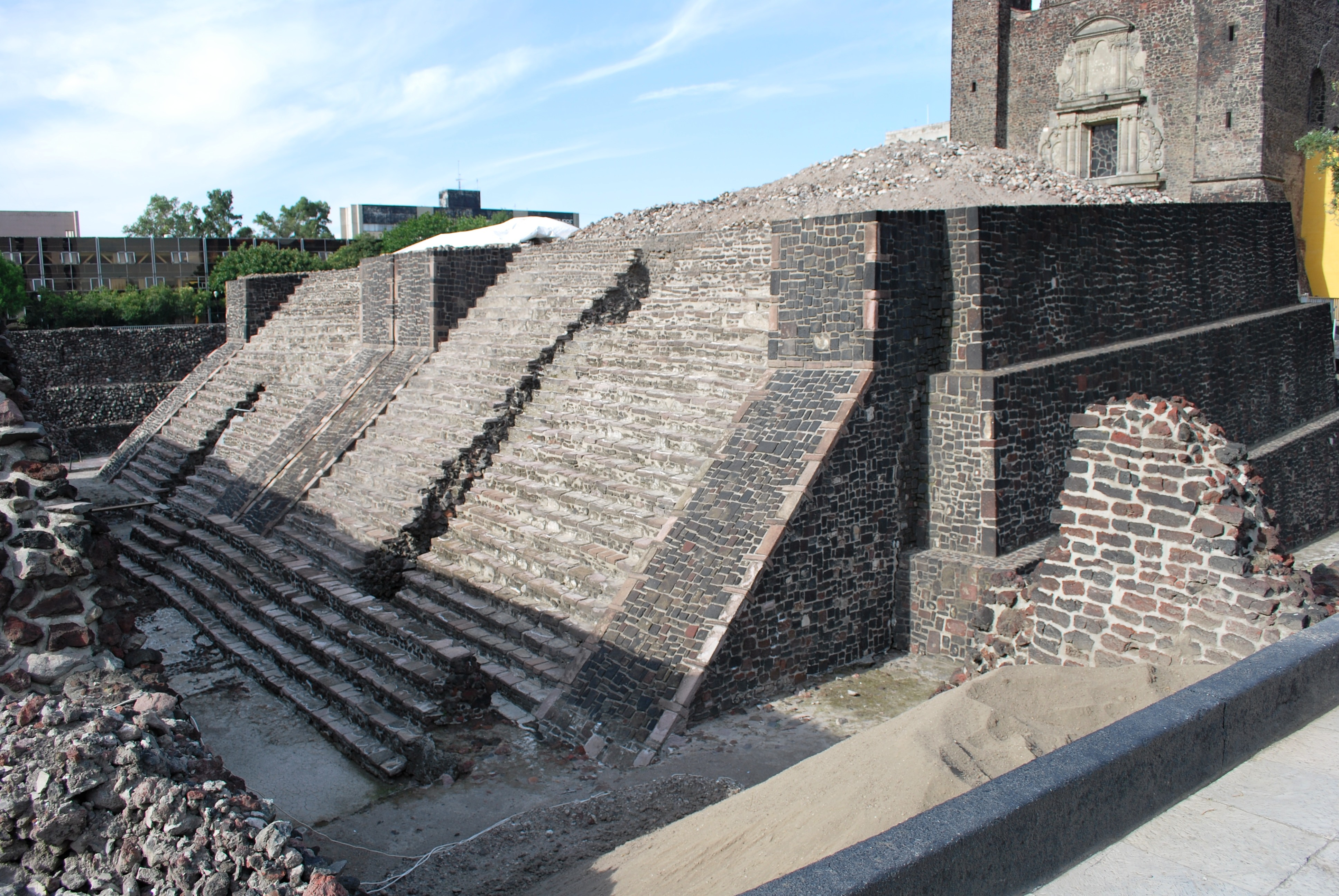
Templo Mayor – główna świątynia

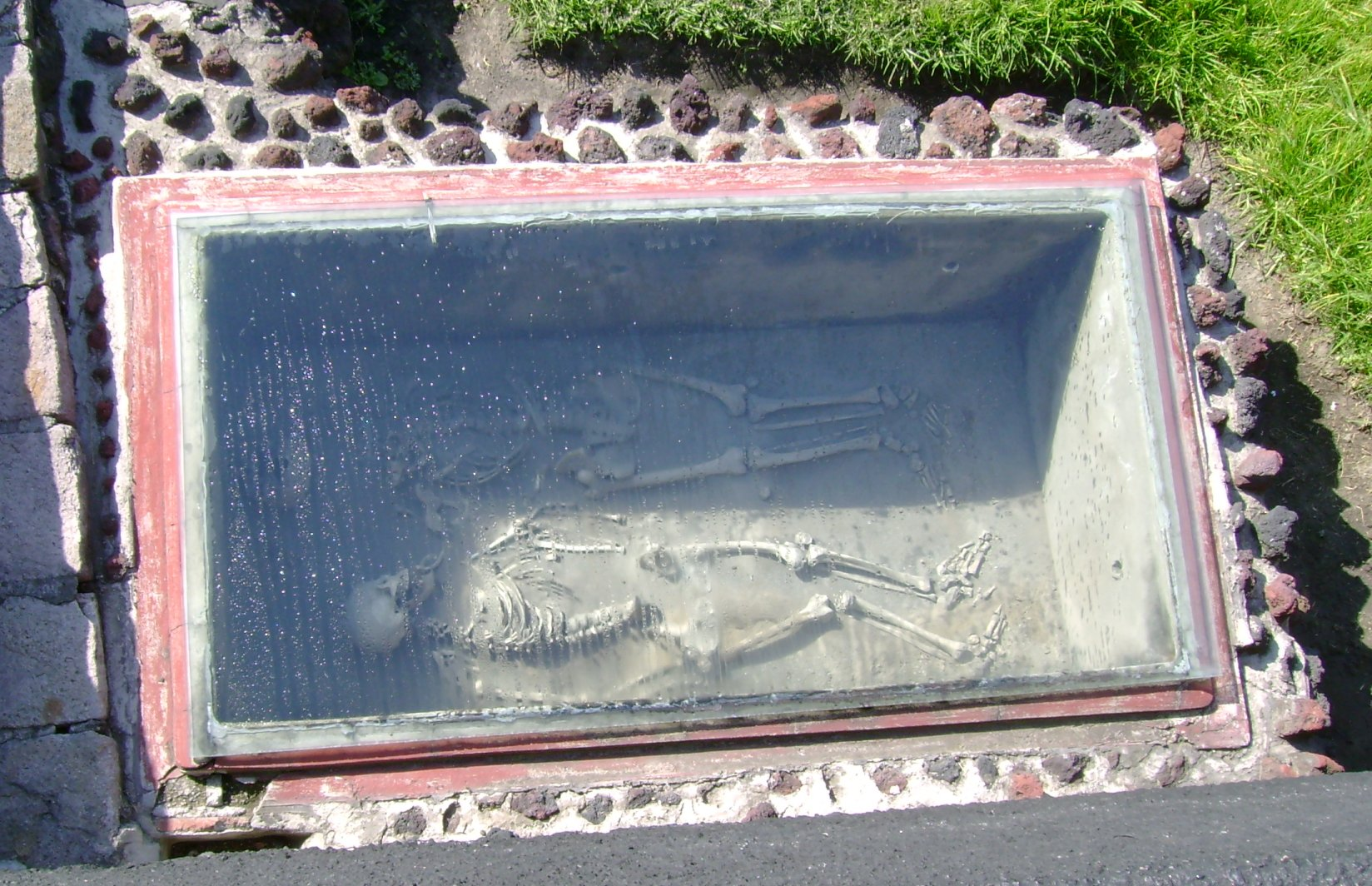
Kochankowie z Tlatelolco

## Stanowisko archeologiczne
Stanowisko obejmuje pozostałości świątyń azteckich poświęconych Quetzalcoatlowi, Ehecatlowi i Huitzilopochtli. Na planie z lewej przedstawiono najważniejsze budowle.